# Alfredo Astiz
Alfredo Ignacio Astiz (Mar del Plata, 8 de noviembre de 1951) es un exmilitar y espía argentino perteneciente a la Armada argentina y uno de los represores más famosos del terrorismo de Estado ejecutado por la última dictadura cívico-militar argentina (1976—1983). Está preso con varias condenas a prisión perpetua por delitos de lesa humanidad.
Durante la última dictadura se infiltró como espía en las organizaciones de derechos humanos bajo la identidad falsa de Gustavo Niño; perteneció al GT 3.3 que funcionaba en la ESMA (en Buenos Aires), el mayor centro clandestino de detención del país.
Entre los delitos de lesa humanidad que cometió se cuentan casos de resonancia internacional como el secuestro, tortura y desaparición de dos monjas francesas, Alice Domon y Léonie Duquet, por los cuales fue condenado en ausencia en Francia a cadena perpetua, y la adolescente sueca Dagmar Hagelin. En 2011 fue condenado a perpetua e inhabilitación absoluta y perpetua por la justicia argentina; en 2014 se confirmó la condena. En noviembre de 2017 se lo condenó a cadena perpetua.

## Biografía

### Familia
Nació hacia 1951 en una familia de clase media-alta de Mar del Plata, Argentina, con ascendencia vasco-española. Su padre, Bernardo Astiz, fue vicealmirante de la Armada Argentina, y su madre, María Elena Vázquez, se desempeñó como ama de casa.

### Carrera

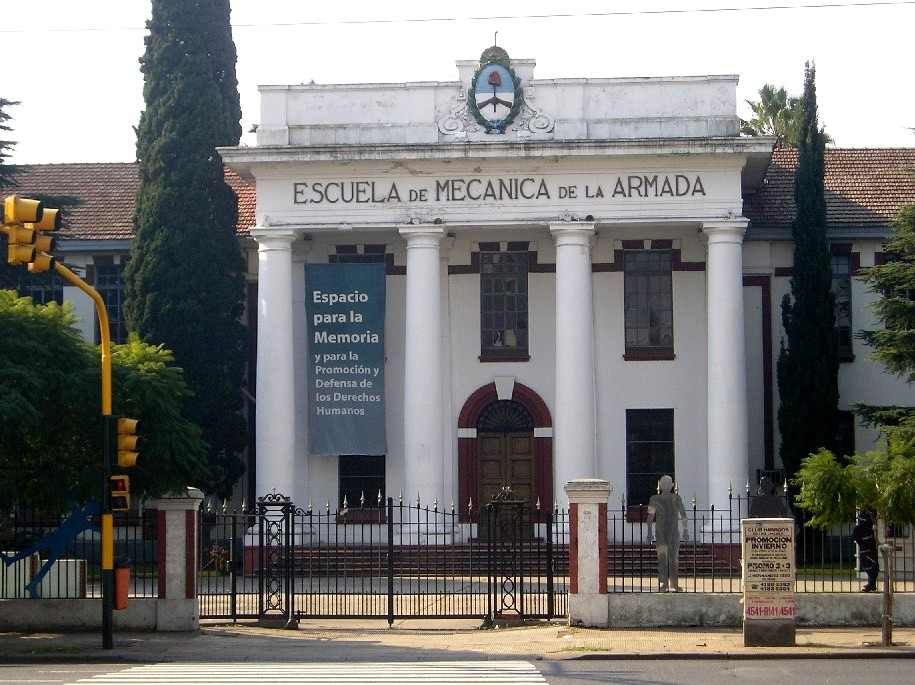
Escuela de Mecánica de la Armada, donde funcionaba el Grupo de Tareas 332 durante el Proceso.

Al producirse el golpe militar del 24 de marzo de 1976 que dio origen al autodenominado Proceso de Reorganización Nacional, Astiz fue asignado a la Escuela de Mecánica de la Armada (ESMA), bajo el mando del capitán de corbeta Jorge Eduardo El Tigre Acosta. En el marco de la dictadura en Argentina, en la ESMA se organizó un centro clandestino de detención y un Grupo de Tareas para realizar operaciones ilegales encubiertas numerado como GT 3.3.2. A este último perteneció Astiz.
El Grupo de tareas 3.3.2 realizó gran cantidad de secuestros ilegales, llevando a los detenidos-desaparecidos a la ESMA, adonde se estima fueron detenidos y secuestrados alrededor de 5.000 personas, de las cuales menos de un 5% sobrevivieron. Como fue contado en detalle por otro represor de la ESMA, Adolfo Scilingo, el modo básico de desaparecer de forma definitiva a los detenidos, era a través de los «vuelos de la muerte», en los cuales se narcotizaba con pentotal a los detenidos-desaparecidos y se los arrojaba vivos al mar desde aviones militares.

### El grupo de la Iglesia Santa Cruz
A Astiz se le encomendó infiltrarse en las organizaciones de derechos humanos; en especial, en la Asociación Madres de Plaza de Mayo. Para ello adoptó el nombre de Gustavo Niño, simuló ser familiar de un detenido-desaparecido. Las Madres solían referirse a él con cariño como «el rubito», debido al tono de su cabello y sus ojos azules. En ese carácter Astiz fue muy activo y su nombre supuesto llegó a figurar en la solicitud en reclamo de la libertad de una lista de detenidos-desaparecidos que las organizaciones de derechos humanos publicaron en el diario La Nación el 10 de diciembre de 1977. Solía acompañar a las Madres y otros activistas en sus actividades en la Iglesia Santa Cruz perteneciente a los padres pasionistas, en el barrio San Cristóbal de Buenos Aires y jugar con los niños que integraban la agrupación de boy scouts de la Parroquia.
En diciembre de 1977 se tomó la decisión de hacer desaparecer al grupo de derechos humanos que se reunía en la Iglesia Santa Cruz, en gran medida debido a que la exposición de Astiz había sido muy alta. Entre el 8 y el 10 de diciembre el Grupo de Tareas 332 secuestró y detuvo en forma clandestina al grupo de Santa Cruz: Azucena Villaflor de Vicenti, Esther Ballestrino de Careaga, María Ponce de Bianco (las tres fundadoras de Madres de Plaza de Mayo), las monjas francesas Alice Domon y Léonie Duquet, y los activistas Ángela Auad, Remo Berardo, Horacio Elbert, José Julio Fondevilla, Eduardo Gabriel Horane, Raquel Bulit y Patricia Oviedo.
Durante el operativo Astiz siguió aparentando ser un familiar; señaló con un abrazo en el atrio de la Iglesia a quienes debían ser secuestrados. Durante varios años se consideró que Gustavo Niño era un desaparecido y se lo incluyó en las listas por cuyas vidas se reclamaba.
Los doce miembros de la Iglesia Santa Cruz fueron torturados y asesinados al ser arrojados al mar en un vuelo de la muerte. En 2005, algunos de sus cuerpos serían hallados enterrados como NN en el cementerio de General Lavalle, cercano a las playas a las que las corrientes marinas los habían arrojado en 1977.

Hasta en sus peores momentos de dolor, la Hermana Alice que estaba en «Capucha» preguntaba por la suerte de sus compañeros y —en el colmo de la ironía— en forma particular por el «muchachito rubio», que no era otro que el teniente de fragata Astiz…
Testimonio de Lisandro Raúl Cubas, Legajo 6974, Informe Nunca Más, CONADEP, 1985

### Dagmar Hagelin
El 26 de enero de 1977 el grupo de tareas 3.3.2 que funcionaba en la Escuela Superior de Mecánica de la Armada (ESMA) detuvo a Norma Burgos, esposa de un alto dirigente de la organización guerrillera Montoneros. Un grupo, en el que se encontraba Astiz, permaneció en la casa de Norma Burgos con el fin de esperar la llegada, al día siguiente, de María Antonia Berger, otra alta dirigente de Montoneros.
El 27 de enero de 1977, a las 8:30, una joven de 17 años, rubia y de ojos celestes, llamada Dagmar Hagelin, amiga de Norma Burgos, llegó a su casa a saludarla. Debido al tipo nórdico de Dagmar Hagelin, el Grupo de Tareas pensó que era la dirigente montonera que esperaban, y en cuanto traspasó la puerta del jardín le apuntaron con las armas. Dagmar, que practicaba atletismo, respondió volviendo a salir a la calle para huir corriendo. Astiz y un cabo de apellido Peralta fueron tras ella. Astiz entonces le gritó dos veces que se detuviera y procedió a dispararle, acertándole en el lado izquierdo cerca del arco superciliar izquierdo, sin causarle una herida de mucha gravedad. Dagmar cayó boca abajo sobre la acera. Las fuerzas de seguridad detuvieron un taxi Chevrolet, patente C-086838, conducido por Jorge Eles, donde la joven fue introducida en el baúl. Según los dichos de los numerosos testigos que presenciaron la acción Dagmar se encontraba viva y consciente pues intentó frenar con sus manos la tapa del baúl. Dagmar fue vista con vida en la Escuela Superior de Mecánica de la Armada (ESMA), y se le perdió rastro luego de marzo de 1977.

### Infiltración entre exiliados en París
En 2009 apareció una prueba documental de la infiltración de Astiz en el CAIS (Comité Argentino de Información y Solidaridad) de París. Había ingresado a Francia con documentación falsa, presentándose en el grupo de exiliados bajo el nombre de Alberto Escudero. La foto, propiedad del historiador Gabriel Périés (un especialista recibida por los militares argentinos de la escuela de guerra contrarrevolucionaria francesa) demuestra que por lo menos hasta octubre de 1978 Astiz permanecía infiltrado entre los argentinos exiliados, los cuales se encontraban en proceso de realizar un boicot contra el Mundial de Fútbol de 1978. Cuando Astiz fue descubierto, consiguió huir en tren a Alemania, antes de que los argentinos lo entregaran a las autoridades francesas.

### Escándalo internacional
La desaparición de las monjas francesas Léonie Duquet y Alice Domon y de la joven argentino-sueca Dagmar Hagelin produjo un involucramiento activo y directo de los gobiernos de Francia y de Suecia para exigir al gobierno argentino información concreta sobre las tres mujeres desaparecidas. En el caso de Dagmar Hagelin incluso reclamaron enérgicamente el presidente de los Estados Unidos James Carter y el papa Juan Pablo II.
En noviembre de 1979 la opinión pública mundial conoció testimonios directos de los campos de concentración en la Argentina, a través de las declaraciones de tres liberadas de la ESMA: Ana María Martí, Alicia Milia de Pirles y Sara Solarz de Osatinsky. La prensa sueca dijo que "Dagmar fue arrojada al mar", pero ninguna de las tres conocía la suerte de la joven. Sin embargo, Pirles y Osatinsky dieron a conocer una información decisiva: que Norma Susana Burgos también había sido liberada y estaba en Madrid.
Las autoridades suecas tomaron contacto con Norma Burgos, quien prestó un testimonio decisivo el 13 de diciembre de 1979. Contó que mientras estaba detenida en la ESMA, vio y habló con Dagmar Hagelin en tres oportunidades, el mismo 27 de enero en que la joven fue secuestrada y nuevamente, dos o tres días después y al finalizar la primera semana de febrero. En las dos primeras ocasiones Dagmar se encontraba consciente en una camilla en la enfermería del sótano. Presentaba una herida un poco más arriba del arco superciliar izquierdo, un derrame rojizo bajo sus ojos y no podía controlar esfínteres. Llegó a preguntarle como estaba y Dagmar contestó algo equivalente a «a pesar de todo me siento bien». La última vez que la vio fue en el tercer piso, levantándose la capucha por un pocos segundos: Dagmar estaba en una habitación sola, de pie y con un camisón o bata floreada. Aproximadamente el 10 de febrero, Burgos vio que la habitación en la que se encontraba Dagmar estaba vacía y logró que un custodio le informara que había sido trasladada individualmente. Burgos declaró también que:

...a diferencia de otros casos que solían ser referidos en los diálogos entre los captores y entre estos y sus prisioneros, nunca nadie más hizo mención a la suerte corrida por Dagmar Ingrid Hagelin.

Norma Burgos, incluso, tenía la blusa que Dagmar llevaba puesta cuando fue secuestrada y llevada a la ESMA, y se la entregó al padre.
En su testimonio, Burgos brindó otro dato fundamental al individualizar a Astiz como quien conducía el grupo que la secuestró y disparó contra Dagmar.
El 11 de abril de 1980, luego de años de intentar que el gobierno argentino colaborara para establecer lo que había sucedido con la adolescente, el gobierno sueco dio a conocer el testimonio de Burgos y entregó a la prensa europea una foto de Astíz: «este es el secuestrador».

### Guerra de Malvinas

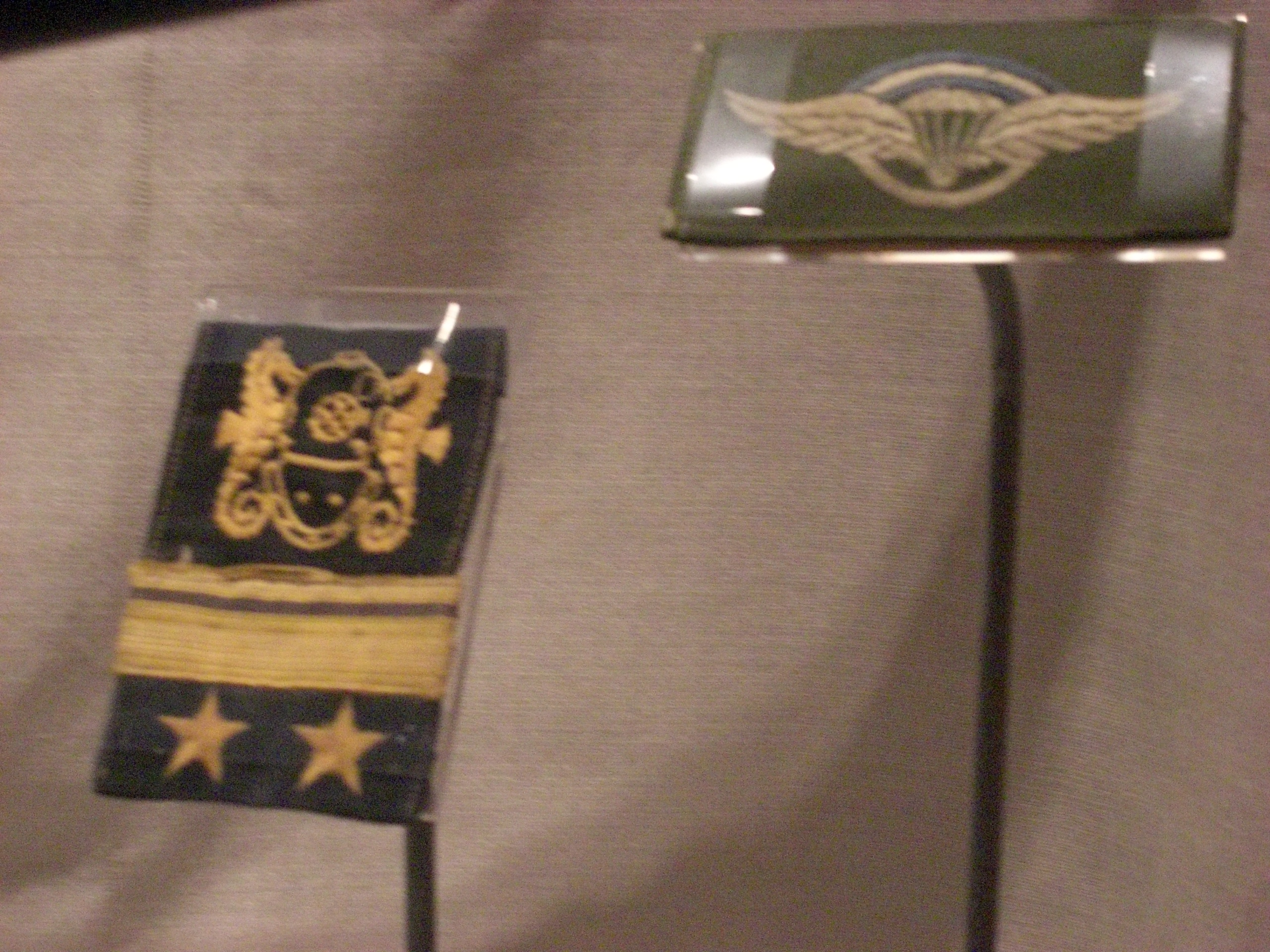
Galones de los suboficiales al mando de Alfredo Astiz, exhibidos en el Museo Imperial de la Guerra de Londres

El 2 de abril de 1982 las Fuerzas Armadas argentinas recuperaron las Islas Malvinas, lo que dio origen a la guerra del Atlántico Sur. Astiz fue destinado a las Islas Georgias del Sur al frente de un grupo comando llamado Los Lagartos. El 25 de abril efectivos británicos desembarcaron cerca de Puerto Leith. A las pocas horas Astiz, al mando de quince hombres y treinta y nueve operarios civiles, fue rodeado por tropas muy superiores en número y su posición sometida al cañoneo del destructor HMS Antrim y las fragatas HMS Plymouth y HMS Brilliant, apoyadas por los buques logísticos RFA Tidespring y HMS Fearless. Había ordenado a los civiles alejarse y ponerse a cubierto dentro de una edificación a un kilómetro de su posición. Tras el primer bombardeo, las fuerzas británicas instaron a Astiz a rendirse pero este se negó. Reiniciado el ataque, Los Lagartos soportaron una nueva andanada de proyectiles, muy violenta, en tanto los efectivos de la Compañía M del 42 Comando de los Royal Marines al mando del mayor J. M. Sheridan estrechaban el cerco. Fue ante una segunda intimación por parte del enemigo que Astiz depuso las armas. El pabellón argentino había sido arriado unas horas antes con la firma de la capitulación a cargo del capitán de corbeta Luis Lagos de la Infantería de Marina y el capitán Horacio Bicain, comandante del submarino ARA Santa Fe, luego de un prolongado combate en Grytviken que comenzó en altamar con el ataque al sumergible argentino y su defensa por parte de la tripulación apostada en la vela, y terminó en tierra con un fuerte intercambio de disparos. Astiz rindió a su grupo ante los capitanes Pentreath y Barker de las fuerzas armadas británicas.
Astiz quedó detenido como prisionero de guerra. Francia y Suecia reclamaron su extradición para juzgarlo por secuestro y asesinato. Pero Gran Bretaña, gobernada por Margaret Thatcher, invocó la Convención de Ginebra, para negar la extradición y lo devolvió a la Argentina al finalizar la guerra.

### Astiz luego de la dictadura
Más allá de las contradictorias consecuencias que para su libertad han tenido los juicios por delitos de lesa humanidad, una vez terminada la dictadura, Astiz ha simbolizado un paradigma de las aberraciones del terrorismo de Estado en Argentina en las décadas de 1970 y 1980.
La periodista argentina Gabriela Cerruti le realizó un reportaje en el que Astiz dijo, entre otras cosas:

Yo digo que a mí la Armada me enseñó a destruir. No me enseñaron a construir, me enseñaron a destruir. Sé poner minas y bombas, sé infiltrarme, sé desarmar una organización, sé matar. Todo eso lo sé hacer bien. Yo digo siempre: soy bruto, pero tuve un solo acto de lucidez en mi vida, que fue meterme en la Armada.

En 1998, luego de esas declaraciones controvertidas, el titular de la Armada, almirante Carlos Marrón, sugirió al presidente Carlos Menem la expulsión de Astiz. El presidente hizo efectiva la destitución de Astiz el 23 de enero de 1998.

#### Juicios
La causa penal contra Astiz por la desaparición de Hagelin fue cerrada en 1986 por considerar que la causa había prescrito.
Poco después, las presiones militares llevaron a sancionar las leyes de Punto Final y Obediencia Debida que cancelaron la mayoría de los juicios por crímenes de lesa humanidad cometidos durante el terrorismo de Estado.
Ante la impunidad establecida en la Argentina para juzgar a Astiz, Francia lo juzgó en ausencia en 1990 condenándolo a prisión perpetua, por el secuestro y el asesinato de Alice Domon y Léonie Duquet, cuyos familiares fueron representados por Sophie Thonon. A partir de ese momento, Astiz nunca más pudo salir de la Argentina pues sería detenido y enviado a Francia para cumplir su condena.
En 1997 el juez español Baltasar Garzón solicitó la detención y extradición de 45 militares argentinos y un civil a quienes procesó por genocidio, terrorismo de Estado y someter a torturas a presos políticos durante el régimen de facto que gobernó en Argentina entre 1976 y 1983. Entre ellos se encuentra Astiz. El pedido fue rechazado varias veces por el gobierno argentino alegando el principio de territorialidad.
En 2003, en el gobierno de Néstor Kirchner, el Congreso Nacional anuló las leyes de Punto Final y Obediencia Debida permitiendo la reapertura de varias causas con la que estaba vinculado, disponiéndose por tal motivo su prisión preventiva en la mega-causa ESMA.
En mayo de 2006 fue procesado con prisión preventiva por la desaparición del grupo de la Iglesia Santa Cruz y otros seis casos de secuestros y torturas.
Poco después, el 18 de agosto de 2006 la Cámara de Casación Penal, hizo lugar al pedido de reapertura de la investigación de lo ocurrido con Hagelin por considerarla delito de lesa humanidad y, como tal, imprescriptible.
El 27 de julio de 2003 el presidente Néstor Kirchner mediante el Decreto 420/03 modificó el criterio de rechazo de las extradiciones sustentado hasta ese momento ordenando «obligatoriedad del trámite judicial» solicitado por la Justicia española, y abriendo así el camino a la extradición efectiva de los militares requeridos.
En simultáneo, hacia agosto de 2003, el presidente de Gobierno de España, José María Aznar, ordenó no continuar con el proceso de extradición de los solicitados por crímenes durante el gobierno de facto en Argentina, decisión que en 2005 fue anulada por la Corte Suprema de España, ordenó continuar las extradiciones solicitadas por Garzón.
En 2008, la Corte de Apelaciones en lo Penal de Roma decidió la prisión perpetua para Astiz y otros cuatro militares argentinos: Jorge Eduardo Acosta, Jorge Raúl Vildoza, Antonio Vañek y Héctor Antonio Febres responsables de la ESMA y, en particular, de la desaparición, tortura, detención y muerte de tres inmigrantes calabreses (Ángela María Aieta, Susanna y Giovanni Pegoraro). En 2009 la Corte Suprema di Cassazione italiana confirmó definitivamente la condena.
El 26 de octubre de 2011, en el marco del primer juicio por los crímenes cometidos en la ESMA -uno de los centros clandestinos de detención y exterminio más grandes montados durante la última dictadura militar-, el Tribunal Oral Federal n.º 5 juzgó a los 18 represores procesados; entre ellos a Alfredo Astiz, quien fue condenado a cadena perpetua e inhabilitación absoluta y perpetua.
El 23 de abril de 2014 la Cámara Federal de Casación Penal le confirmó la prisión perpetua por los crímenes de lesa humanidad cometidos en la Escuela de Mecánica de la Armada durante la dictadura de la década del '70. El 29 de noviembre del 2017 fue condenado de nuevo a cadena perpetua en el juicio ESMA III.
En julio de 2024 recibió a seis legisladores de La Libertad Avanza, encabezados por Beltrán Benedit, quien afirmó que sus crímenes "no han sido probados, no tienen condena firme y, en muchos casos, son inventados".

#### Repudio popular
El primero de septiembre de 1995, Astiz caminaba por Bariloche. Estaban vigentes las leyes de impunidad. Ese día, Alfredo Chaves, guardaparques municipal y víctima de la dictadura, lo reconoció en una parada de ómnibus y le dio un puñetazo en la cara. “¡Vos sos un hijo de puta que todavía tiene cara para andar por la calle!” fue la frase que precedió al golpe.En Bariloche, organizaciones de DDHH y movimientos populares conmemoran ese día como "el día de la piña a Astiz". Astiz querelló a Chaves por el delito de lesiones leves. El caso no prosperó ya que la Justicia entendió que se trató de un caso de emoción violenta. Sin embargo, el autor del golpe declaró: “Yo le decía al juez que no fue emoción violenta, que fue un acto de resistencia, y que lo volvería a hacer, que donde la Justicia no estaba presente la Justicia del pueblo se hacía sentir”.
En agosto de 1997, mientras se encontraba de viaje por la localidad de Gualeguay, Astiz asistió junto a un hacendado amigo suyo a la discoteca Xango. Durante su presencia en la misma, una joven lo individualizó y se acercó a él, alegando querer saludarlo. Pero al acercarse, la joven le propinó un escupitajo en la cara y lo increpó recriminándole su participación en la dictadura militar.

"¿Puedo saludarte" (escupitajo posterior) "Asesino, torturador, hijo de puta, andate de acá".

Relato de la agresión a Astíz en Gualeguay.

Astiz alcanzó a reaccionar tomándola del brazo, lo que desató la furia de varios jóvenes que buscaron defenderla. La seguridad privada del local terminó invitando al marino a retirarse.

## Representaciones de Astiz en la ficción
Los dueños del silencio es una película coproducida por Argentina, Suecia, Francia y Turquía, escrita y dirigida por Carlos Lemos. Se estrenó el 2 de abril de 1987 y tuvo como actores principales a Thomas Hellberg, Arturo Bonín, Bibi Andersson y Oscar Martínez. Trata sobre el secuestro de Dagmar Hagelin por parte de Astiz.
En la temporada 1 de la serie de 2016 Llámame Francisco, protagonizada por Rodrigo de la Serna y la cual narra la vida del padre Jorge Bergoglio desde su juventud hasta su asunción como Francisco, se narra la infiltración de Astiz en la Asociación Madres de Plaza de Mayo y en especial la captura, tortura y asesinato —en un vuelo de la muerte— del grupo de la Iglesia de la Santa Cruz (San Cristóbal).
En la película de 2002 Imagining Argentina, protagonizada por Antonio Banderas y Emma Thompson, el actor mexicano Kuno Becker interpreta al oficial ficticio Gustavo Santos, infiltrado en la casa de Carlos Rueda (Banderas). La actividad del infiltrado, sumada a su juventud, supuso que ese personaje estuviese inspirado en Astiz.
Astiz es interpretado por Mike Amigorena en "La caza del ángel", el tercer capítulo de la miniserie argentina Lo que el tiempo nos dejó, de Telefe.

## En la cultura popular
- Ignacio Copani le dedica la canción Ángel rubio, donde le reprocha «haber asesinado a las monjas francesas», el haber «besado la bota del inglés sin haber disparado ni un tiro» y finaliza refiriéndose a «un canalla reventado que merece ser colgado del extremo de una cuerda».
- León Gieco en la canción Mensajes del alma, «Son mensajes del alma herida pero bien clara sobre lo cobarde toda la verdad, ángel rubio de la muerte de que poco te sirvió el himno, Jesús, la bandera y el sol que te vio.»
- Jaime Muñoz Vargas, escritor mexicano, escribió el cuento "Cross al ángel rubio", donde se refiere a Astiz; fue publicado en el libro Ojos en la sombra, UAdeC, Saltillo, México, 2007.
- El inquisidor Sebastián de Loup, el antagonista del cómic Ich, escrito por Ariel Olivetti y Luciano Saracino, fue dibujado con el rostro de Astiz.[32]